# Paco Ibáñez
Francisco Ibáñez Gorostidi, més conegut com a Paco Ibáñez (València, 20 de novembre de 1934) és un cantautor valencià en castellà que ha musicat poemes de Luis de Góngora, Francisco de Quevedo, Miguel Hernández Gilabert, León Felipe, Gabriel Celaya, Federico García Lorca, Pablo Neruda, José Agustín Goytisolo, entre d'altres. Destacat símbol antifranquista, a les darreries del règim triomfà amb temes com "A galopar" (tema adaptat d'un poema homònim de Rafael Alberti). Parla el valencià amb fluïdesa i, de 1982 ençà, acostuma a cantar la cançó del seu amic Quico Pi de la Serra «A poc a poc» en les seves actuacions al Principat de Catalunya, tot i que no l'ha enregistrada discogràficament. L'any 1999, alhora que presentà un àlbum cantat íntegrament en basc amb Imanol (Oroitzen), avançà el seu projecte d'enregistrament d'un disc (Vivencias) amb cançons interpretades en els sis idiomes que pot parlar: català, castellà, basc, francès, hebreu i italià.
El 2019 va engegar al Palau de la Música Catalana de Barcelona la gira 50 anys de l'Olympia, finalitzada amb un altre concert el 17 de març de 2021 en el mateix escenari.

## Discografia
- 1964, Paco Ibáñez 1
- 1967, Paco Ibáñez 2
- 1969, Paco Ibáñez 3
- 1969, Paco Ibáñez en el Olympia (Disc doble)
- 1977, Paco Ibáñez interpreta a Pablo Neruda - Cuarteto Cedrón interpreta a Raúl González Tuñón
- 1978, A flor de tiempo
- 1979, Paco Ibáñez canta a Brassens
- 1990, Por una canción
- 1992, A galopar (Disc doble)
- 1998, Oroitzen
- 2002, Paco Ibáñez canta a José A. Goytisolo
- 2003, Fue ayer
- 2004, Paco Ibáñez en concierto
- España de hoy y de siempre (nom de la col·lecció amb què es publicaren els seus primers discos)
- 2008, Canta a los poetas andaluces (A flor de tiempo)
- 2012, Canta a los poetas latinoamericanos (A flor de tiempo)